# 1997 v loďstvech
Tento článek obsahuje významné události v oblasti loďstev v roce 1998.

## Lodě vstoupivší do služby
- 9. ledna –  C’-i (FFG-1107) – fregata třídy Čcheng-kung

- 26. února –  Wu-čchang (FFG-1205) – fregata třídy Kchang-ting

- 14. února –  INS Gharial (L23) – tanková výsadková loď třídy Magar

- 19. dubna –  USS The Sullivans (DDG-68) – torpédoborec třídy Arleigh Burke[1]

- 29. května –  HMS Grafton (F80) – fregata Typu 23 Norfolk

- 28. června –  USS Ross (DDG-71) – torpédoborec třídy Arleigh Burke[2]

- 4. července –  HMS Sutherland (F81) – fregata Typu 23 Norfolk

- 19. července –  USS Seawolf (SSN-21) – ponorka třídy Seawolf[3]

- 22. července –  HMNZS Te Kaha (F77) – fregata třídy Anzac

- 14. srpna –  Ti-chua (FFG-1206) – fregata třídy Kchang-ting

- 14. srpna –  PNS Jalalat II – raketový člun třídy Jalalat II[4]

- 6. září –  USS Hopper (DDG-70) – torpédoborec třídy Arleigh Burke[5]

- 6. září –  USS Louisiana (SSBN-743) – ponorka třídy Ohio[6]

- 20. září–  USS Bataan (LHD-5) – výsadková loď třídy Wasp

- 15. listopadu –  Delhi (D 61) – torpédoborec stejnojmenné třídy[7]

- 16. prosince –  Pan Čchao (FFG-1108) – fregata třídy Čcheng-kung

- 16. prosince –  Kchun-ming (FFG-1207) – fregata třídy Kchang-ting

- 24. prosince –  Sindhurakshak (S63 – ponorka třídy Sindhughosh[8]